# Isao Kimura
Isao Kimura (木村 功, Kimura Isao, Hiroshima, 22 de junho de 1923 – Tóquio, Japão 4 Julho de 1981), às vezes também creditado de Kō Kimura, foi um ator japonês que apareceu em mais de cem filmes de diretores como Akira Kurosawa, Mikio Naruse, Tadashi Imai e Yoshishige Yoshida.

## Biografia
Isao Kimura nasceu na cidade de Hiroshima em 1923 e se formou na escola Bunka Gakuin em Tóquio no ano de 1943. Em 1945, ele perdeu seus pais no bombardeio atômico de Hiroshima e foi exposto à radiação. O futuro ator se juntou à Companhia de Teatro Haiyuza em 1946, mas saiu quatro anos depois para formar o Clube de Jovens Atores (Gekidan Seihai) com Eiji Okada e Nobuo Kaneko.
Kimura começou a atuar em filmes por volta de 1942. Aparições notáveis incluem Cão Danado (1950), Os Sete Samurais (1954) e Ikiru (1952) do diretor Akira Kurosawa. Além disso, ele trabalhou com a companhia de teatro Seihai e fez inúmeras participações na televisão japonesa. Sucumbiu ao câncer de esôfago e falecendo em 1981 aos 58 anos.

## Filmografia selecionada
- Hawai Mare oki kaisen (1942) – Kurata
- Joyū Sumako no koi (1947)
- Cão Danado (1950)
- Angry Street (1950)
- Elegy (1951)
- Nakinureta ningyō (1951)
- Dokkoi ikiteru (1951)
- Maihime (1951)
- Yamabiko gakkō (1952)
- Boryoku (1952)
- Ikiru (1952) - O Estagiário
- Vacuum Zone (1952)
- Onna hitori daichi o yuku (1953)
- Pu-san (1953)
- Os Sete Samurais (1954) – Katsushiro Okamoto
- Okuman choja (1954) – Koroku Tate
- Ashizuri misaki (1954)
- Hi no hate (1954)
- Ningen gyorai kaiten (1955)
- Ofukuro (1955)
- Beautiful Days (1955)
- Asunaro monogatari (1955) – Kashima
- Kyatsu o nigasuna (1956) – Takeo Fujisaki
- Tengoku wa doko da (1956)
- Boshizō (1956) – Shimizu
- Kumonosu-jō (1957) – fantasma samurai
- Kome (1957) – Senkichi
- Bibō no miyako (1957)
- Jun'ai monogatari (1957) - Médico do Hospital Segawa
- Anzukko (1958) - Ryokichi Urushiyama – o marido
- Kisetsufu no kanatani (1958)
- Nuvens de Verão (1958) – Okawa
- Kēdamonō no torū michi (1959)
- Onna to kaizoku (1959) – Koshichi
- Hahakogusa (1959) – Yoshihiko Takayama
- Keishichō monogatari: Iryūhin nashi (1959)
- Shiroi gake (1960)
- Yōtō monogatari: hana no Yoshiwara hyakunin-giri (1960)
- Ikinuita jūroku-nen: Saigo no Nippon-hei (1960) – Takano
- Kēnju yaro ni gо̄yojin (1961)
- Miyamoto Musashi (1961) – Hon'iden Matahachi
- Machi (1961) – Editor de jornal
- Hachi-nin me no teki (1961) – Kutsuda
- Knightly Advice (1962)
- Nippon no obaachan (1962) – Taguchi
- The Temple of the Wild Geese (1962) – Atsumichi Uda
- Watakushi-tachi no kekkon (1962)
- Miyamoto Musashi: Showdown at Hannyazaka Heights (1962) – Hon'iden Matahachi
- Seki no yatappe (1963)
- Tengoku to jigoku (1963) – Detetive Arai
- Bushidō zankoku monogatari (1963) – Hirotaro Iguchi
- Miyamoto Musashi: Nitо̄ryū kaigen (1963) – Hon'iden Matahachi
- Miyamoto Musashi: The Duel at Ichijoji (1964) – Hon'iden Matahachi
- Ansatsu (1964) - Tadasaburо̄ Sasaki
- Ware hitotsubu no mugi naredo (1964)
- Shape of the Night (1964) – Saitо̄
- Bakumatsu zankoku monogatari (1964)
- Miyamoto Musashi: Ganryū-jima no kettо̄ (1965) – Hon'iden Matahachi
- Akutō (1965) – Shioya Hangan
- Tange Sazen: Hien iaigiri (1966) – Yagyu Genzaburo
- Aogeba tōtoshi (1966)
- The Affair (1967) – Mitsuhuru
- Tabiji (1967) – Eikichi
- Flame and Women (1967) – Shingo, Ibuki
- Kurotokage (1968) -  Detetive Kogoro Akechi
- Juhyō no yoromeki (1968) – Kazuo Imai
- Snow Country (1969) – Shimamura
- Secret Information (1969) – Goro Izawa
- Chōkōsō no Akebono (1969)
- Sakariba nagashi uta: Shinjuku no onna (1970) – Funaki
- Tenkan no abarembo (1970) – Hanpeita Takechi
- Confessions Among Actresses (1971) – Diretor Nose
- Kozure Ōkami: Jigoku e ikuzo! Daigoro (1974) – Tsuchigumo Hyoei
- Den-en ni shisu (1974) – Crítico de filme
- Nagisa no shiroi ie (1978) – Toshihiko Kurahashi